# Dǒng fūrén
Dǒng fūrén é um filme de drama hong-konguês de 1968 dirigido e escrito por Tang Shu Shuen. Foi selecionado como representante de Hong Kong à edição do Oscar 1969, organizada pela Academia de Artes e Ciências Cinematográficas.

## Elenco
- Lisa Lu - Madame Tung
- Roy Chiao - Captain Yang
- Szu-yun Chen
- Yu-Kuan Chen
- Hilda Chow Hsuan - Wei-Ling
- Po Hu
- Ying Lee - Chang
- Yui Liang - Monk
- Tang Shu Shuen